# Felipe Peñaloza
Pour les articles homonymes, voir Peñaloza.
Peñaloza  Yánez est un nom espagnol. Le premier nom de famille, en général paternel, est Peñaloza ; le second, en général maternel, souvent omis, est Yánez.
Felipe Andrés Peñaloza Yánez, né le 24 octobre 1993 à Santiago, est un coureur cycliste chilien, membre du Club Chacabuco. Il participe à des compétitions sur route et sur piste.

## Palmarès sur piste

### Championnats du monde
- Pruszków 2019
  - 10e de la course aux points

### Coupe des nations
- 2021
  - 3e de l'américaine à Cali

### Championnats panaméricains
- 2010
  -  Médaillé d'argent de la poursuite juniors
- 2011
  -  Médaillé de bronze de la poursuite par équipes juniors
  -  Médaillé de bronze de l'omnium juniors
- Santiago 2015
  -  Médaillé de bronze de la poursuite par équipes
- Aguascalientes 2018
  -  Médaillé d'or de la course aux points
  -  Médaillé de bronze de l'américaine
- Lima 2021
  -  Médaillé d'argent de la course aux points
  -  Médaillé de bronze de l'américaine

### Jeux panaméricains
- Lima 2019
  -  Médaillé d'or de l'américaine (avec Antonio Cabrera)
  -  Médaillé de bronze de la poursuite par équipes
  -  Médaillé de bronze de l'omnium

### Jeux sud-américains
- Cochabamba 2018
  -  Médaillé d'or de la course à l'américaine
  -  Médaillé d'argent de la poursuite par équipes
- Asuncion 2022
  -  Médaillé d'argent de l'américaine

### Jeux bolivariens
- Santa Marta 2017
  -  Médaillé d'argent de la poursuite par équipes
  -  Médaillé d'argent de l'omnium
- Valledupar 2022
  -  Médaillé d'argent de l'omnium
  -  Médaillé de bronze de la course à l'américaine

## Palmarès sur route

### Par année
- 2011
  - 2e du championnat du Chili du contre-la-montre juniors
- 2019
  -  Champion du Chili sur route
- 2020
  - 3e étape de la Vuelta de la Leche
  - 2e étape du Tour de Mendoza
- 2023
  - 8e étape du Tour de Mendoza

### Classements mondiaux
| Année            | 2017 |
| ---------------- | ---- |
| UCI America Tour | 243e |